# Sasha Son
Sasha Son é um cantor proveniente da Lituânia.

## Festival Eurovisão da Canção
Sasha Son foi escolhido pela Lituânia, no dia 14 de Fevereiro de 2009, para representar o país no Festival Eurovisão da Canção 2009.